# Dance – Der Traum vom Ruhm
Dance – Der Traum vom Ruhm (Originaltitel: „Un paso adelante“, kurz UPA) ist eine spanische Fernsehserie. Die Serie wurde vom spanischen Fernsehsender Antena 3 in der Zeit von 2002 bis 2005 produziert. Es entstanden sieben Staffeln mit insgesamt 84 Folgen mit jeweils 80 Minuten Laufzeit. In anderen Ländern wie auch in Deutschland wurden die Folgen jedoch aufgeteilt. In Deutschland sind so 130 Folgen (bis zum Ende der 6. Staffel) mit jeweils etwa 42 Minuten Länge entstanden. Zusammen mit den Folgen der 7. Staffel (die bisher noch nicht auf Deutsch synchronisiert wurde) könnten es etwa 150 Folgen werden. Aus der Serie ging die Band Upa Dance hervor.

## Handlung
Die Serie spielt an der Carmen Arranz-Schule, einer Schule für Musik und darstellende Kunst in Madrid. Hier wollen unter anderem die schüchterne Lola, der aus armen Verhältnissen stammende Pedro, der arrogante Roberto und die quirlige Ingrid ihre Ausbildung zum Tänzer, Schauspieler und/oder Musiker absolvieren. Die Serie zeigt das Leben der Schüler und Lehrer kombiniert mit Tanz- und Musikszenen.